# Jerevanská státní univerzita
Jerevanská státní univerzita, arménsky Երևանի Պետական Համալսարան, je největší a nejstarší univerzitou v Arménii, která sídlí v hlavním městě Jerevanu. V současnosti studuje na univerzitě pravidelně okolo 20 000 studentů na 19 fakultách. Na univerzitě působí 1600 učitelů, mezi nimi 207 profesorů a 581 docentů. Na škole učí také patnáct akademiků z Arménské akademie věd. Od roku 2006 je rektorem univerzity historik Aram Simonjan.

## Dějiny
16. května 1919 Rada ministrů Arménské republiky rozhodla o založení univerzity v Jerevanu. Výuka na univerzitě byla zahájena v únoru 1920. První přednášku přednesl vynikající vědec Stepan Malchasjanc. Univerzita začínala s jednou fakultou, historie a lingvistiky, 262 studenty a 32 vyučujícími. První rektor, Juri Ghambarjan, se snažil přilákat především arménské osobnosti ze zahraničí, krom Malchasjance to byli Hakob Manandjan či Manuk Abeghjan.
V roce 1920 se Arménie stala součástí Sovětského svazu. V důsledku toho byla univerzita přejmenována na Jerevanskou národní univerzitu, novým rektorem se stal armenolog Hakob Manandjan. V roce 1921 byla rozdělena již na pět fakult - biologie, orientálních studií, technických studií, pedagogiky a průmyslu. Později byla Biologická fakulta transformována do samostatné Vysoké školy zemědělství. V březnu roku 1922 byla založena lékařská fakulta. 20. října 1923 byla Národní univerzita přejmenována zpět na Státní univerzitu.
V roce 1934 se osamostatnila Pedagogická fakulta, vznikl pedagogický institut, který byl později pojmenován po K. H. Abovjanovi. Ve stejném roce byla Biologická fakulta rozdělena na fakultu biologických a fakultu chemických věd. V roce 1936 existovalo 8 fakult - historie, lingvistiky, práva, geologie a geografie, fyziky a matematiky a biologie. V roce 1945 byla vytvořena Fakulta mezinárodních vztahů a fungovala až do roku 1953.
V roce 1957 byl k univerzitě připojen Institut ruských a cizích jazyků, jakožto samostatná fakulta, byl však opět oddělen v roce 1961. V roce 1959 byla Fakulta fyziky a matematiky rozdělena do dvou samostatných. V roce 1975 byla od fyzikální fakulty oddělena fakulta radiofyziky.
V roce rozpadu SSSR, tedy roku 1991, měla univerzita 17 fakult, které poskytovaly 32 specializací. K velkým změnám došlo v letech 1995-1996, kdy se změnil vzdělávací systém, aby odpovídal mezinárodním normám, univerzita tak přešla na dvoustupňový systém vzdělávání (bakalářský a magisterský stupeň).